# Астраханский сельский округ (Северо-Казахстанская область)
Астраханский сельский округ (каз. Астрахань ауылдық округі) — административная единица в составе Аккайынского района Северо-Казахстанской области Казахстана. Административный центр — село Астраханка.
Население — 1135 человек (2009, 1298 в 1999, 1620 в 1989).

## История
Астраханский сельсовет образован 26 июня 1972 года. 12 января 1994 года постановлением главы Северо-Казахстанской областной администрации создан Астраханский сельский округ.

## Социальные объекты
В округе функционирует средняя школа, мини-центр для детей дошкольного возраста, сельский клуб, библиотека, фельдшерско-акушерский пункт.
Функционирует домбровый оркестр, вокально-инструментальный ансамбль «Жас Дарын», фольклорный ансамбль «Шабыт» при этнокультурном объединении «Шанырак».

## Состав
В состав округа входят такие населенные пункты:
| Населенный пункт | Население, человек (1989) | Население, человек (1999) | Население, человек (2009) |
| ---------------- | ------------------------- | ------------------------- | ------------------------- |
| Астраханка, село | 1248                      | 969                       | 842                       |
| Каратомар, село  | 372                       | 329                       | 293                       |